# Renuka Ravindran
Renuka Ravindran (nacida Renuka Rajagopalan; 11 de mayo de 1943) es una matemática india, y la primera mujer en convertirse en decana del Indian Institute of Science.

## Formación y carrera
Ravindran estudió en el Presentation Convent de Vepery, en Chennai, y en el Women's Christian College, también en Chennai. Obtuvo el título de doctora en matemática aplicada en el Indian Institute of Science, y de Doktoringenieur en aerodinámica en la Universidad Técnica de Aquisgrán. En 1967, se unió al Indian Institute of Science como profesora y jefa del Departamento de Matemáticas, y más tarde se convirtió en decana de la institución. Ha sido profesora visitante en varias universidades, incluyendo la Universidad de Kaiserslautern. Sus campos de especialización son ondas no lineales y fluidos no newtonianos.